# Kostelní
Kostelní (deutsch Kirchberg) ist ein Ortsteil von Kraslice in Tschechien.

## Geographie

### Geographische Lage
Kostelní liegt sechs Kilometer nördlich von Luby nahe der Grenze zu Deutschland und gehört zum Okres Sokolov. Die Ortslage befindet sich am östlichen Fuße des Vysoký kámen (773 m) im Tal des Baches Zadní Liboc. Nördlich erheben sich der Kuželový vrch (782 m) und Počátecký vrch (818 m), im Osten der Vřesový vrch (757 m), südlich der Liščí vrch (785 m) und im Nordwesten der Hintere Kegelberg (755 m).

### Nachbargemeinden
Nachbarorte sind Počátky im Norden, Na Jitřence und Zátiší im Nordosten, Sněžná und Frankovy Domky im Osten, Čirá im Südosten, Černá und Valtéřov im Süden, Wernitzgrün im Südwesten, Kámen im Westen  sowie Erlbach, Kegel und Tannenmühle im Nordwesten.

## Geschichte

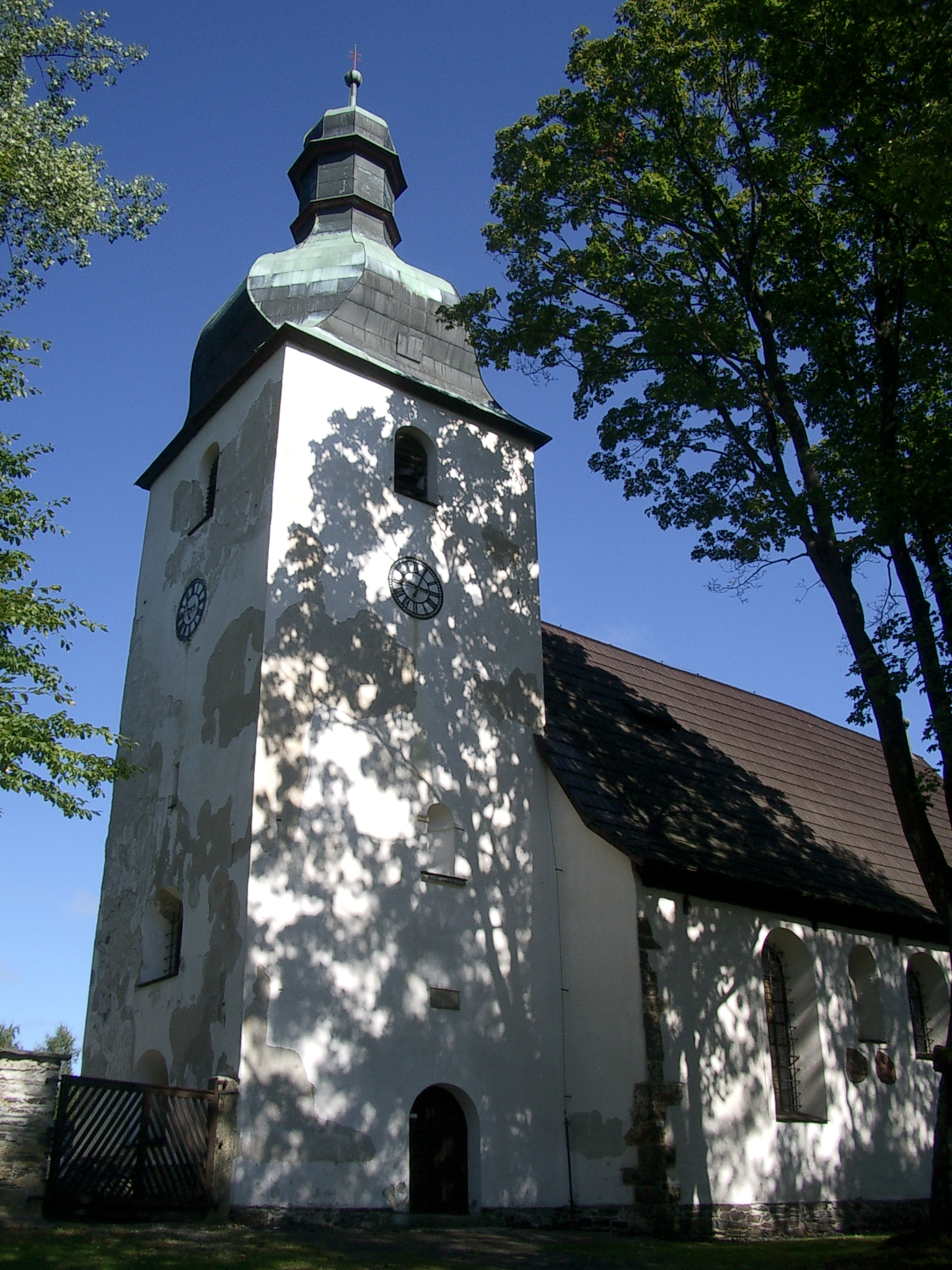
Aegidikirche in Kostelní

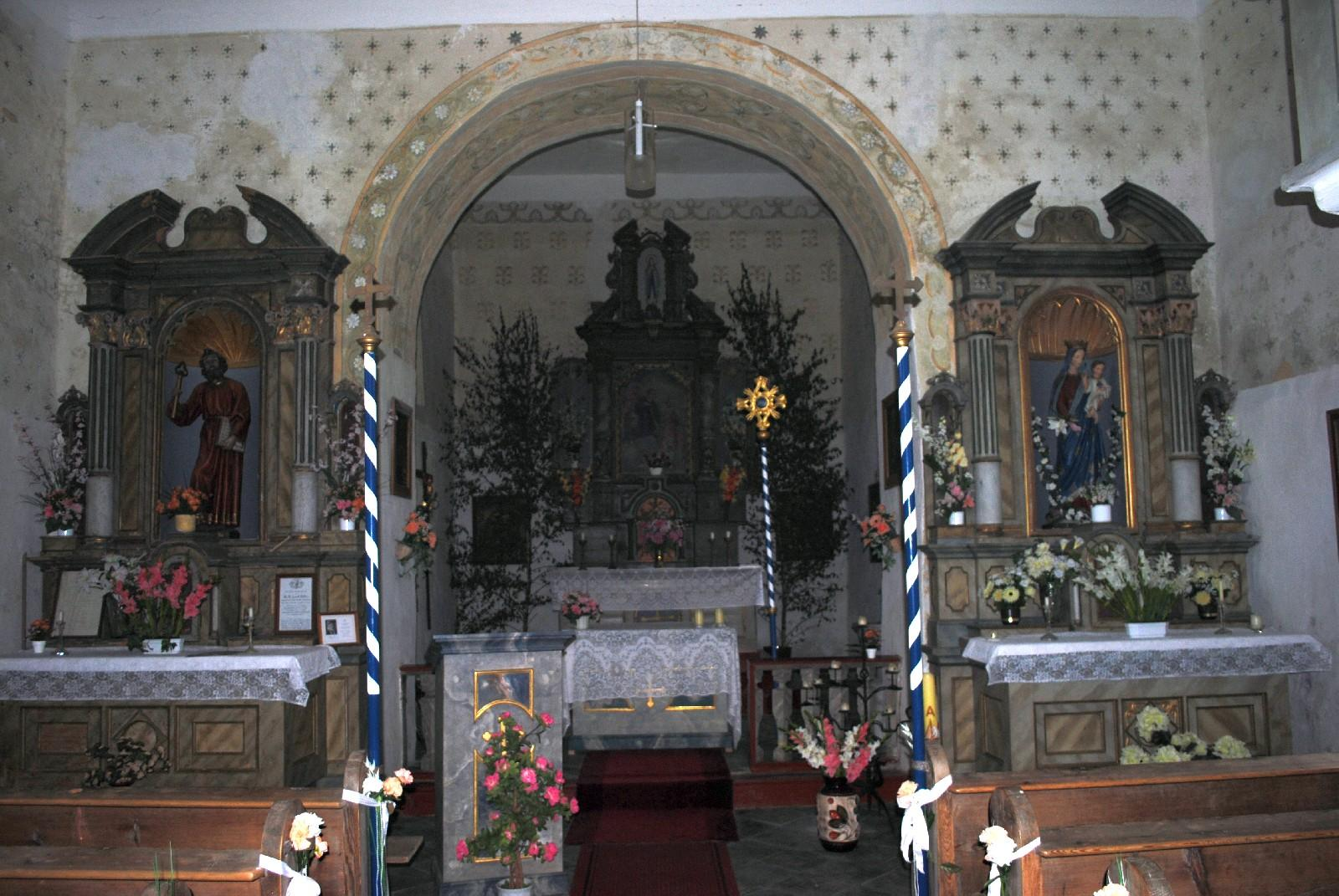
Altar in der Aegidikirche in Kostelní im Jahr 2016

Der Ort wurde im Jahre 1158 erstmals in einer Urkunde des Regensburger Bischofs Hartwig II. von Spanheim erwähnt, die den Besitz des Klosters Waldsassen bestätigt. 1358 verkaufte das Kloster das Schönbacher Ländchen an Rüdiger von Sparneck. 1850 wurde der bis dahin zur Herrschaft Schönbach gehörige Ort selbständig und gehörte zum Verwaltungsbezirk Graslitz.
Nach dem Münchner Abkommen wurde der Ort dem Deutschen Reich zugeschlagen und gehörte bis 1945 zum Landkreis Graslitz.
Bis zur Vertreibung der deutschen Bevölkerung nach dem Zweiten Weltkrieg zählte Kirchberg etwa 350 Einwohner.
Seit 1976 ist Kostelní ein Ortsteil von Kraslice.

### Einwohnerentwicklung
| Jahr | Einwohnerzahl |
| ---- | ------------- |
| 1869 | 281           |
| 1880 | 323           |
| 1890 | 347           |
| 1900 | 361           |
| 1910 | 386           |

| Jahr | Einwohnerzahl |
| ---- | ------------- |
| 1921 | 340           |
| 1930 | 371           |
| 1950 | 52            |
| 1961 | 49            |
| 1970 | 34            |

| Jahr | Einwohnerzahl |
| ---- | ------------- |
| 1980 | 10            |
| 1991 | 10            |
| 2001 | 12            |
| 2011 | 15            |

## Kultur und Sehenswürdigkeiten
Im Ort befindet sich die in der zweiten Hälfte des 12. Jahrhunderts im romanischen Stil erbaute Kirche des hl. Aegidius. Bei einem barocken Umbau 1692 wurden aus dem romanischen Portal Platten mit Reliefs herausgenommen. Diese Platten aus rötlichem Stein wurden in die äußere Südmauer eingemauert. Darüber, was die Reliefs darstellen, gibt es keine einheitliche Auslegung. Die heutigen Platten in der Kirchenmauer sind Kopien, die Originale befinden sich im Bezirksmuseum Sokolov.
Südlich der Kirche am Rand der Straße nach Valtéřov stehen drei Sühnekreuze mit unbekannter Geschichte.